# Бабино (Владимирская область)
Бабино — деревня в Гусь-Хрустальном районе Владимирской области России, входит в состав Муниципального образования «Посёлок Анопино».

## География
Деревня расположена в 9 км на восток от центра поселения посёлка Анопино и в 9 км на северо-восток от Гусь-Хрустального на автодороге Р-132 «Золотое кольцо». 

## История
В конце XIX — начале XX века деревня входила в состав Моругинской волости Судогодского уезда, с 1926 года — в составе Арсамакинской волости. В 1859 году в деревне числилось 4 дворов, в 1905 году — 35 дворов, в 1926 году — 35 дворов. 
С 1929 года деревня входила в состав Вашутинского сельсовета Гусь-Хрустального района, с 1954 года — в составе Арсамакинского сельсовета, с 1971 года — в составе Вашутинского сельсовета, с 2005 года — в составе Муниципального образования «Посёлок Анопино».

## Население
| 1859 | 1905 | 1926 | 2002 | 2010 | 2021 |
| ---- | ---- | ---- | ---- | ---- | ---- |
| 58   | ↗194 | ↘171 | ↘30  | ↗31  | ↗36  |